# Колесник, Николай Дмитриевич
Колесник Николай Дмитриевич (род. 22 мая 1954, Анновка, Кировоградская область) — украинский политик. Народный депутат Украины 4-го созыва.

## Биография
Родился 22 мая 1954 года в селе Анновка Петровского района Кировоградской области.
В 1971—1974 годах учился в Терновском индустриальном техникуме (Кривой Рог); электрик, Снятынский завод железобетонных изделий (Снятын).
В 1974—1976 годах служил в Советской армии.
С 1976 года — на Северном ГОКе (Кривой Рог): в 1976—1983 годах — электрослесарь по ремонту оборудования рудообогатительной фабрики № 2 (РОФ-2), в 1983—1984 годах — секретарь комитета комсомола.
В 1984 году окончил Криворожский горнорудный институт по специальности «Технология и комплексная механизация открытой разработки месторождений полезных ископаемых», получив квалификацию горного инженера.
в 1984—1987 годах — заместитель начальника, начальник экскаваторного участка Анновского карьера, в 1987—1989 годах — заместитель начальника производственного отдела, в 1989—1997 годах — начальник Анновского карьера, заместитель генерального директора по производству — начальник производственного отдела, в 1997—2002 годах — директор по производству, председатель правления, генеральный директор ОАО «Северный ГОК».
В марте 2006 года — кандидат в народные депутаты Украины от Партии «Возрождение», № 12 в списке.
Народный депутат Украины 4-го созыва. 04.2002-04.06, избирательный округ № 34 (Днепропетровская область), самовыдвижение. За 26,24 %, 12 соперников. На момент выборов — генеральный директор ОАО «Северный ГОК» (Кривой Рог), член НДП. Член фракции «Единая Украина» (май — июнь 2002), член группы «Демократические инициативы» (июнь 2002 — май 2004), член группы «Демократические инициативы Народовластия» (май — сентябрь 2004), член фракции партии «Единая Украина» (сентябрь 2004 — октябрь 2005), член группы «Доверие народа» (октябрь — декабрь 2005), член фракции партии «Возрождение» (с декабря 2005). 
Член НДП (до июля 2004), член политсовета НДП (с декабря 2002). Член комитета по вопросам промышленной политики и предпринимательства (с июня 2002).

## Награды
- Почётная грамота Кабинета Министров Украины (12.2003);
- Заслуженный работник промышленности Украины (05.2004).